# 30 décembre dans les chemins de fer
30 novembre 30 janvier
Chronologies thématiques
- Croisades
- Sports
- Disney

Cette page concerne les événements qui se sont déroulés un 30 décembre dans les chemins de fer.

## Événements

### XIXesiècle
- 1835.  Belgique :   la locomotive à vapeur « Le Belge » est mise en service sur la ligne de Bruxelles-Allée-Verte à Malines. C'est la première machine construite en Belgique et en Europe continentale, elle a été réalisée par les ateliers John Cokerill de Seraing sous licence Robert Stephenson and Company[1],[2].

- 1869.  France :   création de la Compagnie du chemin de fer du Tréport[3].

- 1878.  Tunisie :   ouverture de la section Medjez el-Bab-Oued Zarga de la ligne de Tunis à Ghardimaou et à la frontière. (Compagnie des chemins de fer Bône-Guelma).

- 1878.  France :   ouverture de la section Machecoul - Challans de la ligne Nantes - La Roche-sur-Yon par Challans (réseau de l'État).

### XXesiècle
- 1923. France : ouverture de la première section de la ligne 10 du métro de Paris entre Invalides et Croix-Rouge.